# Tarok
Tarok je igra s kartama, koja je nastala u prvoj polovici 15. stoljeća u Italiji. Od tada se igra proširila prema Francuskoj (francuski tarok) i zemljama njemačkog govornog područja. U Habsburškoj monarhiji je bila veoma omiljena. U njoj su se razvile brojne lokalne inačice taroka.
Danas se tarok u takvom ili drugačijim oblicima igra u Njemačkoj, Francuskoj, Austriji, Sloveniji, Češkoj, Slovačkoj, Rumunjskoj i Ukrajini. U domovini Italiji nije više tako omiljen. U Njemačkoj se razvio poseban bavarski tarok, a uobičajeni tarok se igra rjeđe, pod imenom cego.

## Karte
Tarok se igra s posebnim kartama. Ukupno ih je 54:
- 22 taroka, označenih (obično rimskim brojevima) od I do XXI - najviši tarok se zove škis i nema oznaku, XXI je mond, a najniži (I) se zove pagat.
- 32 karte u bojama uobičajenim u ostalim igrama s francuskim likom:  herc (♥), karo (♦), pik (♠) i tref (♣). Svaka boja ima 8 karata: 4 platelca (karte bez slika), dečko, vitez, dama i kralj.

Platelci u crnim bojama (pik i tref) imaju brojčane vrijednosti od 7 do 10, gdje je 10 najviša vrijednost. Kod crvenih boja (herc i karo) su pak brojčane vrijednosti od 1 do 4 i najviša vrijednost je 1.

## Tijek igre
Tarok se igra na više načina, ovisno o broju igrača. Igrati mogu i dva igrača, ali je zanimljivija ako ju igraju tri ili četiri igrača.

### Dijeljenje
Dijeli se "na desnu ruku". Prvi djelitelj je igrač koji u predizanju izvuče najveću kartu (škis, mond, ostali taroci, kralj, dama...)
Uobičajeno, nakon miješanja i predizanja prvo se odbroji šest uzastopnih gornjih karata i stavlja u talon, koji ostaje skriven do početka. Ostale karte (48) se zatvorene dijele igračima, dva puta po 8 karata ako je broj igrača 3 ili dva puta po 6 karata ako je broj igrača 4. U igri dva igrača, svaki dobiva 3 puta po 5 karata (koje će držati u ruci), a ostale se razdijele u 6 kupova po 4 karte, svakom igraču po 3 kupa.
Igrač koji prediže može odrediti dijeljenje i na neki drugi način: na primjer, može kucnuti po špilu i odrediti da u talon ide posljednjih 6 karata, a ostale karte razdijele u jednom krugu (sve karte jednom igraču odjednom).

### Licitacija
Kad igrači urede svoje karte koje drže u ruci (listove), počinje licitacija (aukcija). Počinje igrač desno od djelitelja. Prema svom listu, odlučuje se za jednu od sljedećih igara, uređenih po broju bodova koliko donose:
- trojka (10 bodova)
- dvojka (20 bodova)
- jedinica (30 bodova)
- solo tri (40 bodova)
- solo dva (50 bodova)
- solo jedan (60 bodova) - kod solo igara igrač igra sam protiv ostalih
- pikolo (35 bodova - igra nije službena) - igrač najavljuje da će uzeti samo jedan štih
- prosjak (70 bodova) - igrač najavljuje da neće odneti nijedan štih
- solo bez (80 bodova) - igrač će igrati solo i protivnicima će prepustiti sav talon
- otvoreni prosjak (90 bodova) - igra prosjaka, pri kojoj igrač otvara karte na stol tako da ih protivnici vide
- valat (250 bodova) - igrač najavljuje da će uzeti sve karte
- valat u boji  (125 bodova) - igrač najavljuje da će uzeti sve karte, ali u tom slučaju taroci nisu aduti, nego su ravnopravni s ostalim bojama.

U slučaju da nijedan igrač ne igra (svi kažu dalje), dolazi do igre klop. Svatko pokušava uzeti što manje karata. Prednost u igranju ima igrač desno od djelitelja.
Ako igraju četiri igrača, igrač koji osvoji licitaciju (ako igra jedan, dva ili tri) poziva kralja prije nego otvori talon. Igrač će dijeliti bodove s igračem koji ima kralja u toj boji, a tek se u toku igre otkriva partner s kraljem.
Kad je licitacija završena, otkriva se talon. Prema broju koji je izlicitiran (igre jedan, dva ili tri) karte iz talona se uređuju u grupe od jedne, dvije ili tri karte. Igrač uzima grupu karata koja mu najviše odgovara, raspoređuje ih u svoj list i odlaže isti broj karata u svoj odložak. Protivnici ne smiju vidjeti odložene karte. Ne smiju se odlagati kraljevi, a tarok se odlaže samo u slučaju da nema drugih karata za odlaganje i to se mora priopćiti suigračima.

### Zvanja
Igrač zatim može najaviti kombinacije karata koje će mu donijeti dodatne bodove:
- pagat ultimo - pagata će uzeti u posljednjem štihu,
- trula - uzet će sve glavne taroke: I, XXI i škisa,
- kraljevi - uzet će kraljeve iz sve četiri boje,
- kralj ultimo - pozvanog kralja će uzeti u posljednjem štihu,
- valat - uzet će sve karte.

Protivnici najavu mogu osporiti - kontriraju. Kontru daju ako vjeruju da mogu pobijediti igrača koji je dobio licitaciju. Broj bodova se povećava (ili smanjuje) dvostruko. Ako prvi igrač vjeruje u sebe, može vratiti kontru, a to znači da će povećanje broja bodova biti četverostruko. Kontriranje može ići do šesnaestostrukog stupnja (kontra, rekontra, supkontra i mortkontra).

### Igra
Zatim počinje igra. Prvu kartu izigrava igrač desni od djelitelja. Na kartu neke boje se odgovara u istoj boji, na taroka se odgovara tarokom. Ako igrač nema kartu odgovarajuće boje, mora odgovoriti tarokom, a u slučaju da nema ni taroka, odbacuje proizvoljnu kartu. U posebnim slučajevima igre (prosjak i klop) igrač mora baciti kartu iste boje koja je viša od trenutne (tzv. iber) ili, ako nema tu boju, baca taroka... U slučaju da u jednom štihu padnu sva tri posebna taroka, škis, mond i pagat, štih uzima najmanji - pagat.

### Bodovanje
Kad su sve karte odigrane, započinje obračun. Vrijednosti su:
- kralj, mond, pagat i škis - 5 bodova,
- dama - 4 boda,
- vitez - 3 boda
- dečko - 2 boda.

Ostale karte (taroci i platelci) ne donose bodove. Pribrajaju se vrijednosti najavljenih i nenajavljenih kombinacija karata (pagat ultimo, kraljevi, kralj ultimo ...) i množe se eventualnim kontrama.
Ukupno je 70 bodova u igri. Pobijeđuje igrač (odnosno igrači), koji je skupio više od polovine bodova, odnosno 36 i više.

## Vanjske poveznice
- Pravila slovenskog taroka
- Muzej tarota i igara  Arhivirana inačica izvorne stranice od 28. siječnja 2006. (Wayback Machine)